# Dwergrenmuis
De dwergrenmuis (Gerbillus amoenus)  is een zoogdier uit de familie van de Muridae. De wetenschappelijke naam van de soort werd voor het eerst geldig gepubliceerd door de Winton in 1902.